# كاثي فيفاس
كاثي فيفاس (مواليد 1972) هي عالمة فيزياء فلكية فنزويلية معترف بها لتحقيقاتها وإيجاد ما يصل إلى 100 نجمة RR Lyrae جديدة وبعيدة جدًا. تقع على بعد ما بين 13000 و220.000 سنة ضوئية من الشمس، وتعتبر من أقدمها في مجرة درب التبانة. أتاح بحثها إجراء بعض الدراسات الأولى حول بنية وخصائص الهالة الكاملة لمجرة درب التبانة وليس فقط الأجزاء الداخلية منها. أصبحت المراقبة ممكنة من خلال الجمع بين تلسكوب وكاميرا كبيرة الحجم، مما سمح لعلماء الفلك بتغطية أجزاء كبيرة من السماء في فترة زمنية قصيرة.
فيفاس هو خريج فيزياء من جامعة الأنديز ودكتورة في الفيزياء الفلكية من جامعة ييل.
من عام 2002 إلى عام 2013 عملت كباحثة في مركز فرانسيسكو جيه دوارتي للتحقيقات الفلكية (مرصد لانو ديل هاتو الفلكي الوطني)، في قرية لانو ديل هاتو في جبال الأنديز الفنزويلية، بالقرب من أبارتاديروس على بعد حوالي 50 كيلومترًا شمال شرق ميريدا ولاية ميريدا.
في عام 2009 حصلت على جائزة لورنزو ميندوزا فلوري للعلوم.